# マジすか学園3
『マジすか学園3』（マジすかがくえんスリー）は、2012年にテレビ東京制作でテレビ東京系列のドラマ24枠（毎週土曜0時12分 - 0時53分〈金曜深夜〉）で放送されたAKB48出演の連続テレビドラマシリーズ。マジすか学園シリーズの第3作。

## 概要
前作『マジすか学園2』まで主演を務めてきた前田敦子に替わり、島崎遥香が主演となった。これに併せて、主要メンバーや役設定も大幅に変更した。また、舞台も前作までの不良学園ドラマと打って変わり、20XX年の少年刑務所（民間更生教育法人が「プリズン HOPE」を運営）に設定された。あくまでも20XX年の設定であるが、舞台『マジすか学園 〜京都・血風修学旅行〜』の冒頭でゲキカラの入所していた刑務所の看守が、「今度ぶち込まれるのは、ここじゃねえ…地獄のHOPE、マジすかプリズンだ」と発していることから、1・2・4・5と同じ世界観にあると思われる（物語の時間軸は不明）。
本編前にピンポーンというSEのあとに過去2作目と同様に断り文があるが、「パート3となり、下手な演技がさらにパワーアップしている場合もあります」の文章に変わった。最終話の断り文は、「御礼 学芸会の延長みたいなドラマにおつきあいいただきまして、ありがとうございます。お陰様で、ポンコツだった彼女たちの演技がほんの少しだけ、成長できたと思います。最後にもう少しだけ、おつきあいください」になった。

## あらすじ
20XX年、少年法が新しく改正され、法務省矯正局が委託した民間企業が少女刑務所を運営することになった。
記憶をなくした少女・パルが刑務所に収監されるところから物語が始まる。

### 民間更生教育法人「プリズン HOPE」
収監人数321人。通称「マジすかプリズン」。
元々学園だった施設を改装した物とされる。
少女たちは罪状に関係なく無期懲役が科せられ、プリズン側が模範生として認めた場合のみ釈放となる。
また、刑務所内であれば自由に移動することが可能である。受刑者それぞれにチームが割り振られ、受刑者同士で戦わなければならない。
施設内の森の境界線を抜けると受刑者それぞれに付けられた腕輪から毒が発生し、死に至る。
しかし、本来は単なる監獄施設ではなく「クリーナー」と呼ばれる暗殺者を生み出す目的で作られた。

## 登場人物

### プリズン HOPE
No.→囚人番号　登場人物はエンドロールのテロップの順番を採用

#### チームハブ
パル - 島崎遥香
「ハブ新リーダー」「寡黙、マジな強さを秘めた少女」
今作の主人公。No.C-0321。殺人罪でプリズンに収監された。プリズンに収監された際は事件当時の記憶を失くしており、自分が何をしたのか分からず困惑し、さらにはプリズン内部のテッペンを巡る争いに巻き込まれることになる。普段は物静かで一見ごく普通の少女に見えるが、大切なものを踏みにじられたり、他人を嘲笑う人間に対しては怒りを露わにし「人のマジを笑うんじゃねえ!」と言い放って豹変する。さらに一人で複数の人間を殴り倒すなど喧嘩の実力には凄まじいものがある。やがて、プリズンでの戦いを通してその強さを認められチームハブのテッペンとなり、時を経つごとに記憶が徐々に蘇りプリズンの実態を知ることになる。
ダース - 大場美奈
「熱いヤンキーソウルの持ち主」
No.C-0203。元は不良グループ「那魅破王連合」の総長で、傷害罪（自分を裏切った12人をまとめて病院送りにした）でプリズンに収監される。ノブナガがいなくなったあとは自分がチームハブのテッペンだと思い込んでいる。例え仲間であっても裏切った場合はその相手を容赦なく血祭りに上げる。パルとのタイマン勝負に敗れた後、「チームハブのテッペンはお前だ」と自身の敗北を認め、それまで長椅子に座っていたパルに対して「お前の座る椅子は、あれだ」と、自分の椅子を明け渡すなど、パルに対して理解を示している。
ウルセーヨ - 島田晴香
「筋トレ大好きな強い女」
No.C-0207。男勝りで負けず嫌いな性格。自分がチームハブのテッペンだと思い込み、ダースと争っている。後にハブのメンバーを「ダチ」として認める。
テツヲ - 阿部マリア　
「心は男の優しい女」
No.C-0226。常にウルセーヨと行動を共にする。
名無し - 川栄李奈
「名前すら呼ばれない、リアルパシリ」
No.C-0220。名前すら呼ばれないことから「名無し」と呼ばれ、メンバー内ではパシリ扱いされている。闇金業者に騙され両親は殺されたが、今でも親宛に手紙を書き続けている。ハブのメンバーへの体裁上、その真実を隠し手紙の返信も自らが書いている。
ピース - 木﨑ゆりあ
「チームの明るい調達屋」
No.C-0301。痴漢に対しての過剰防衛で収監された。初めて収監されパニックに陥ったパルの命を救う。その後も何かと優しく彼女に話し掛ける。調達係としてメンバー内から一目置かれ、争いの対象として見られていない。本来はプリズンの内通者で、囚人が暴動を起こした際に本性を現しパルと対峙する。しかし、最後はパルとチームハブの気持ちに心を打たれて改心し本当の仲間になる。「プリズンHOPE」所長の実娘。
小耳 - 矢神久美
「情報屋で読唇術に長けている」
No.C-0240。他人の噂話が好きで、地獄耳である。「ちよーっと、小耳にはさんだんですけど」が口癖。口は達者だが気が小さく、イジメを受けて万引きさせられた過去を持つ。そのためノブナガがハブに不在であることをチームマングースに漏らしてしまう。
なんてね - 木本花音
「常にサリーと行動を共にする」
No.C-0262。いつも愛用しているパペットの名前は「サリー」。会話の際にはほとんどパペットを使用し、意見を言った後「なんてね」と言う。この「なんてね」の言い方で気持ちのバロメーターが分かる。語尾に「なんてね」をつけてはぐらからされるのをいいことに結構際どいことも言ったりする。メンバー内では唯一名無しを気にかけている様子。

#### チームマングース
チームハブと対立していたが、後にお互いを理解し、同盟を結びプリズンからの脱獄を試みる。
アンニン - 入山杏奈
「マングースリーダー」
No.E-0210。卑怯な行為は許せず、公平に物事を捉えようとする。残虐で醜い言葉を平静な顔をして澱みなく話す。かつて失踪する直前のノブナガと一戦交えており勝負は引き分けに終わっている。過去に、教師を皆殺しにした経歴を持つ。
バンカー - 山内鈴蘭
「マングースの特攻隊長」
No.E-0244。その名の通りゴルフ好きらしく、ショッカク・すだちを従えて練習している。
ショッカク - 加藤玲奈
「ここだけ姉妹の妹。不満の合図は『スーッ!』」
No.E-0235。ツインテール。白いレース傘を持っている。すだちとのチームワークは抜群で、俊敏な移動スピードで相手を倒す。
すだち - 市川美織
「ここだけ姉妹の姉。口癖は『ごきげんよう』」
No.E-0234。ショッカクとお揃いのツインテール。黒いレース傘を持っている。ショッカクとのチームワークは抜群で、連携技で相手を混乱させる。
ミユ - 竹内美宥
「言葉も少なく存在感の薄いパシリ」
No.E-0267。大富豪の子女。見た目は内気で気弱な女の子だがパルに劣らない喧嘩の実力を持つ。幼い時から代々木圭太を兄のように慕い、仲が良かった。ここ半年間は圭太と連絡を取っていなかったがパルとの関係は大分前に聞かされていた。プリズンからの命令を受け、代々木圭太殺害を実行する。本来はプリズンによって作り出された「クリーナー」だったが、「パルを覚醒させるための只の餌、目的は遂げられたのでお前は用済みだ」と所長から告げられる。今まで作動していなかった腕輪を発動させ、抹殺しようとする所長の行動に愕然とし最終的にはマングースの一員となる。
メッシ - 高橋朱里
「天才少女のなれの果て」
No.E-0288。ヤギを鎖に繋いで調教し、命令を与える。敵を餌だと称している。コンピュータに精通しており、強固なセキュリティも難なくハッキングし、自分の利益になるようデータを操作する。
ヤギ - 永尾まりや
「凶暴で凶悪、人を傷付けることが喜び」
No.E-0248。メッシと主従関係にある。メッシとの合言葉は主人が「パーフェクト」と言うと、ヤギは「リスペクト」と返す。
ジョビジョビッチ - 村重杏奈
「興奮するとロシア語が出る、国籍不明な存在」
ロシア語を流暢に話し、相手に伝わらないことを良いことに相手が嫌がるような悪口を平気な顔をして毒づいている。マングース内でロシア語が分かるのはショッカクだけで、すだちは分かった振りをして、でたらめな通訳をしている。基本的に相手とロシア語で会話するが、一応、日本語も話せる。ロシア語を使って物事を言う相手はバンカーやすだちが多い。

#### その他の女囚
- 女囚 - 北原里英（第1・最終話）
- 女囚A - 関口茉弥 / 女囚B - 松下美優 / 女囚C - 野口綾奈（第1・最終話）
- 女囚 - 仲俣汐里、田野優花、岩田華怜、中村麻里子、高柳明音（第8 - 9話・最終話）

#### 職員
所長 - 洞口依子
「謎の所長、そのまなざしは氷のように冷たい」
「プリズンHOPE」の絶対権力者。ピースの母親。常に監視カメラで囚人たちを見張っている。息子が自殺した過去を背負っている。
出所望 - 木村靖司　　
「何かにつけて威張り散らす嫌な奴」
看守長。口調や態度こそコミカルだが、その一つ一つには極めて強い悪意が込められており、囚人を人として見ておらず、趣味は（反抗することが出来ない）囚人の虐待という非常に残忍な性格をしている。ウルセーヨなどの元気な囚人を好む。借金の督促状が届くが、メッシの不正な情報操作によって完済される。ノブナガの牢屋を訪ねた際、一瞬の隙を突かれ携帯していたスタンガンを奪われて気絶させられた挙句、牢屋の鍵を奪われて脱走させてしまう。
- 看守A - 三沢幸育
- 看守B - 山本智康
- 看守 - 雲雀大輔（第10 - 最終話） / 鈴木雄一郎、福津けんぞう（第10・最終話）

### その他の登場人物
ノブナガ - 松井珠理奈
「チームハブ元リーダー」
第6話から登場。No.C-0117。ピースと元同室で謎が多い元チームハブのテッペン。左目が銀色のオッドアイが特徴。児童養護施設「ららら園」園長・山下信夫に弟を殺され、肉親を殺された憎しみで園長を殺害した過去を持つ。前触れもなく忽然と姿を消し、プリズン内勢力図の均衡が破られ、チームハブのメンバーを混乱させる。
実は、周囲より速くプリズンの正体を知り「クリーナー」になるよう要請を受けたが、本人は拒否したためプリズンとは隔絶される別の牢屋に収監されていた。
パルとの対面を果たした際「代々木圭太を殺したのは私だ」と虚言し、彼女を激昂させてその「マジ」を確かめた後プリズンの実態を彼女に話す。尚、圭太が殺害された当時はプリズン内にいた事から、圭太を殺害する事は不可能で、自身もその件について話している。所長に依頼し、ハブとマングースの抗争を止めさせた。最後はプリズンに反旗を翻したパル達に協力するため奔走する。
代々木圭太 - 福山一樹
今は亡き、パルの最愛の人。パルをクリーナーに仕立てようとするプリズンの計画の対象にされ命を落とす。
中年男 - 土井よしお
遺体（第11話）
No.A-0001。前作の『マジすか学園2』最終話のエピローグで逮捕された前田敦子と思われる人物の遺体。しかし、『マジすか学園3』は他のシリーズとリンクしていないため監督の佐藤太も「ほんのイタズラ」と述べている。「マジに生きろ MA」というメッセージを残している。
ナレーション - 渡辺克己

## 主題歌・挿入歌
主題歌
- 動機
唄：島崎遥香[注 3] 作詞：秋元康 作曲：福田貴訓 編曲：生田真心

歌のサイズは、放送回によって違うため、正式なテレビサイズバージョンは存在しない。
オープニングテーマ
- ぽんこつブルース
唄：マジすか3選抜 作詞：秋元康 作曲：福田貴訓 編曲：立山秋航・福田貴訓

最終話のみ　エンディングで使用された。また、OPでは、CDに収録される音声とは、違う音源が使用された。

## 放送日程
| 各話                                                      | 放送日   | サブタイトル           | ラテ欄                                               | 脚本       | 演出     |
| --------------------------------------------------------- | -------- | ---------------------- | ---------------------------------------------------- | ---------- | -------- |
| #01                                                       | 7月14日  | ここにもマジはある     | 闇プリズンに謎の少女登場!? ここにもマジはある!       | 長谷川圭一 | 佐藤太   |
| #02                                                       | 7月21日  | 仲間のシルシ           | 仲間のシルシ〜あたしが殺した!? テッペン争いのゆくえ  | 徳永友一   | 佐藤太   |
| #03                                                       | 7月28日  | それがお前のマジなのか | 転落人生! それがお前のマジなのか 梅干と干物の約束!?  | 鎌田智恵   | 豊島圭介 |
| #04                                                       | 8月11日  | 1ダースの涙。          | 号泣! なんで私じゃねえんだ!! テッペン最後の味方登場  | 山岡潤平   | 豊島圭介 |
| #05                                                       | 8月18日  | 私のダチに手を出すな   | 弱肉強食!? ダチの笑顔を奪うな‼ 幸せの手紙を破く悪魔  | 長谷川圭一 | 佐藤太   |
| #06                                                       | 8月25日  | ノブナガ登場!          | 影のテッペンノブナガが遂に登場‼ 恋人殺しの犯人発覚!? | 徳永友一   | 佐藤太   |
| #07                                                       | 9月01日  | プリズンの思惑         | お前が犯人!? 暴れるプリズンの闇 黒い罠に落ちた少女   | 山岡潤平   | 佐野友秀 |
| #08                                                       | 9月08日  | さまよう拳             | 狂気の愛!? 過去を暴く悪魔に追いつめられたつ少女たち! | 山岡潤平   | 豊島圭介 |
| #09                                                       | 9月15日  | テッペンの覚悟         | それがあたしのマジだ!! みんなの命を背負った宿命対決  | 徳永友一   | 豊島圭介 |
| #10                                                       | 9月22日  | 決断! 仲間とともに…    | ぽんこつ天使の涙と決断! もう言いなりにはならない!!   | 徳永友一   | 廣田啓   |
| #11                                                       | 9月29日  | 動機                   | 弱肉強食プリズンの最終章〜逆襲開始! そして裏切り!?   | 山岡潤平   | 佐藤太   |
| 最終話                                                    | 10月06日 | ぽんこつブルース       | 傷だらけの天使たち! 最後に暴れるプリズンの秘密       | 長谷川圭一 | 佐藤太   |
| 平均視聴率 2.6%（視聴率は関東地区・ビデオリサーチ社調べ） |          |                        |                                                      |            |          |

- 8月4日はロンドンオリンピック中継のため放送休止。

## スタッフ
- 音楽：MOKU（aotsuki）
- 音楽助手：会沢哲弥、皆川公幸
- 音楽協力：テレビ東京ミュージック

| 広報 - スチール：中原一彦 - コンテンツビジネス：合田知弘（テレビ東京）、佐藤永麻（テレビ東京） - 番組宣伝：荒井正和（テレビ東京） - 番組デスク：村山こと子（テレビ東京） - ホームページ制作：北川秀範（テレビ東京） - モバイルコンテンツ：久保聡司（テレビ東京ブロードバンド） - データ放送：半田啓介（テレビ東京） 協力 - 美術協力：hp、Leche、田中通商、三交社 - 制作協力：ジャンゴフィルム、エネット - 技術協力：パイプライン、日本照明、日映装飾美術、日活撮影所、アオイスタジオ、映広、光影舎、おかもと技理、スタントチームGOCCO、Tec's、グリフィス、M2 music、spirot - キャスティング協力：ファインモーション、ソーレプロモーション、シーグリーン、With&Person、TM コーポレーション、アルファコア、ドラゴンフライエンタテインメント、日活芸術学院 - 協力：AKS 制作 - チーフプロデューサー：岡部紳二（テレビ東京） - プロデューサー：河村庄子（テレビ東京）、阿比留一彦（電通）、椋樹弘尚、加藤悦弘 - アソシエイトプロデューサー：熊谷隆宏（秋元康事務所） - 製作担当：相良晶 - 監督助手：権撤、菊蔦稔章 - スクリプター：増子さおり - 助監督：佐野友秀 - アクションディレクター：森﨑えいじ（DEEM FACTORY） - アクション助手：雲雀大輔（本編に「看守」役で出演） - 演技事務：廣田啓 - 車輌：飛鳥田義晴、今西健太 - アシスタントプロデューサー：小松幸敏（テレビ東京）、持田雄平（電通） - 制作主任：戸村祥章 - 制作進行：中村尚 - プロダクションアシスタント：前田峻 - ポストプロダクションプロデューサー：篠田学（秋元康事務所）、豊田賀世 - 制作：テレビ東京、電通 - 製作著作：「マジすか学園3」製作委員会 | 美術 - 美術：及川一 - 美術助手：吉川都和 - 装飾：西淵浩佑 - 小道具：中村敬介 - 衣装：天野多恵 - 衣装助手：大平みゆき - ヘア・メイク：大久保恵美子 - メイク助手：石井のり子 - 装飾助手：松岡拓 - 装飾応援：小野善子 技術 - 撮影：小宮由紀夫 - 照明：鈴木敏雄 - 録音：鈴木昭彦 - 編集：日下部元孝、渋谷陽一 - 撮影助手：古野健也 - 照明助手：中村晋平、斎藤しずか - 録音助手：黄永晶 - 音響効果：橋本正明 - ライン編集：大村勘也 - ライン編集助手：池田靖彦 - MA：蜂須賀英幸 - MA助手：栗山若葉 - CG：亘理明生、仲真治 - メイキングプロデューサー：北川謙二（ノース・リバー） - メイキングディレクター：水落誠一、泉千恵 |